# Televisión del Principado de Asturias
A TPA (Televisión del Principado de Asturias, em castelhano; Televisión del Principáu d'Asturies, em asturiano) é um canal de televisão da RTPA (Radiotelevisión del Principado de Asturias) que emite naquela região espanhola. A sua sede e os seus estúdios encontram-se na Universidad Laboral, em Gijón.

## História
A TPA realizou a sua primeira emissão em provas no dia 20 de Dezembro de 2005 às 21 horas. No Sábado, dia 7 de Janeiro de 2006, iniciou as suas retransmissões desportivas com o jogo de futebol entre o Real Sporting de Gijón e o Racing de Ferrol, mas com o sinal cedido pela TVG. No dia seguinte, desde o estádio municipal de Miramar, produziu-se a primeira emissão com produção própria. Durante os primeiros meses, todos os fins de semana a TPA retransmitia os jogos do Real Sporting de Gijón, Marino de Luanco e Real Oviedo.
No dia 8 de Setembro de 2006, coincidindo com a celebração do Dia das Astúrias, iniciou as suas emissões matinais, com a retransmissão de uma missa desde o Santuário de Covadonga.
Desde 2009 emite os jogos da Liga Espanhola de Futebol e a Liga dos Campeões e a partir de 2010 emite a temporada da Fórmula 1.